# Erich Grond

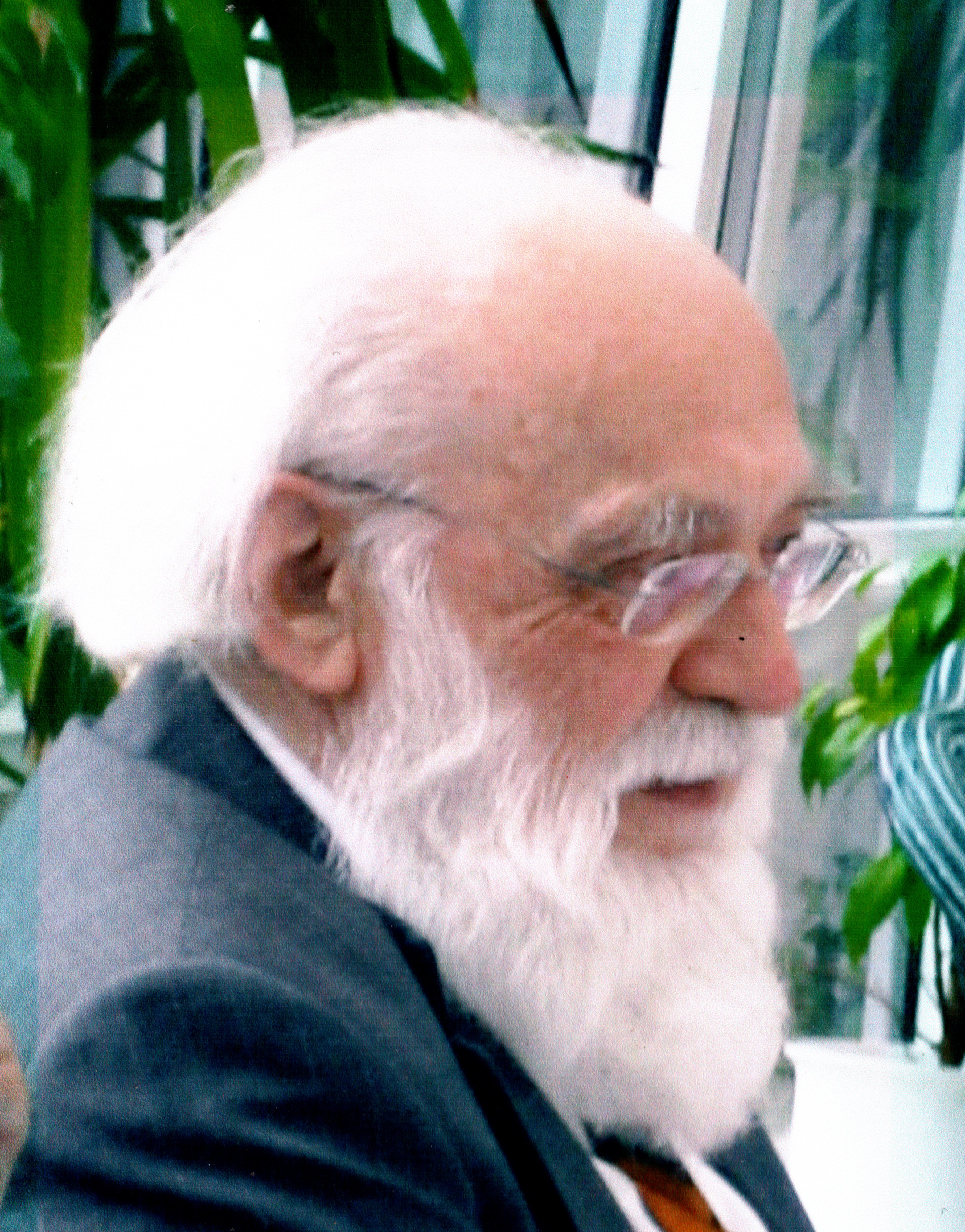
Erich Grond im Jahr 2012

Erich Grond (* 18. Mai 1929; † 7. September 2020) war ein deutscher Internist, Gerontologe und Psychotherapeut mit den Schwerpunkten Altenpflege und Demenz.

## Biografie
Erich Grond begann 1951 nach dem Abitur ein Studium der Philosophie und Theologie, 1958 der Medizin mit Staatsexamen und Promotion als Abschluss. Von 1980 bis 1994 war Grond Professor für Sozialmedizin und Psychopathologie an der Katholischen Hochschule Nordrhein-Westfalen in Köln. Er arbeitete als Psychotherapeut und Dozent für Gerontopsychiatrie in Altenpflegeseminaren und war Honorarprofessor an der Universität Dortmund.

## Publikationen
- mit Werner Schell, Wolfgang Schell: Sterbebegleitung und Sterbehilfe: Gesetze, Rechtsprechung, Deklarationen (Erklärungen), Richtlinien, Stellungnahmen (Statements)., Kunz, Hagen 1998, ISBN 3-89495-111-7.
- Bleib' bei mir, auch wenn ich verwirrt sterbe., Internationale Gesellschaft für Sterbebegleitung und Lebensbeistand, Bingen 1999, ISBN 3-934336-10-8.
- Altenpflege als Beziehungs- oder Bezugspersonenpflege: ein interaktionelles Pflegekonzept. 2. überarbeitete Auflage, Kunz, Hagen 2000, ISBN 3-89495-148-6.
- Praxis der psychischen Altenpflege: Betreuung körperlich und seelisch Kranker; Lehrbuch der Gerontopsychiatrie und -neurologie für Altenpfleger, Schwestern, Helfer, Sozialarbeiter, pflegende Angehörige und ausbildende Ärzte. 12. neubearbeitete und ergänzte Auflage, Reed Elsevier Deutschland, München-Gräfelfing 2001, ISBN 3-8040-0435-0.
- Sexualität im Alter: (k)ein Tabu in der Pflege., Kunz, Hagen 2001, ISBN 3-89495-159-1.
- Altersschwermut: mit 17 Tabellen., E. Reinhardt, München 2001, ISBN 3-497-01573-3 (Reinhardts gerontologische Reihe. Band 25).
- Die Pflege verwirrter alter Menschen: psychisch Alterskranke und ihre Helfer im menschlichen Miteinander. 9. vollständig überarbeitete Ausgabe, Lambertus, Freiburg im Breisgau 2003, ISBN 3-7841-1499-7.[3]
- Palliativpflege in der Gerontopsychiatrie: Leitfaden für Pflegende in der Altenhilfe., Kohlhammer, Stuttgart 2004, ISBN 3-17-017479-7.
- Kompendium der Alters-Psychiatrie und Alters-Neurologie für Altenpfleger-innen. 4. aktualisierte Auflage, Brigitte-Kunz-Verlag, Hannover 2005, ISBN 3-89993-432-6.
- Gewalt gegen Pflegende: Altenpflegende als Opfer und Täter., Huber, Bern 2007, ISBN 978-3-456-84417-6.
- Pflege Demenzerkrankter. 4. überarbeitete Auflage, Brigitte-Kunz-Verlag, Hannover 2009, ISBN 978-3-89993-466-3.

## Ehrungen
- „Lazarus Ehrenpreis für das Lebenswerk“ in der Altenpflege, Bad Ischl, Österreich (2012)